# Jakov Bubalo
Jakov Bubalo (Turčinovići, 22. kolovoza 1933. – Zagreb, 12. kolovoza 1996.) bio je hrvatski katolički svećenik iz reda franjevaca, pjesnik, pripovjedač, dramski pisac i književni povjesničar.

## Životopis
Osnovnu školu završio je u Mokrom 1944. godine. Gimnaziju je pohađao u Mostaru i Sarajevu te je maturirao u Splitu 1954. godine. U Franjevački red ušao je 1956. godine.
Završio je studij filozofije i teologije u Sarajevu 1962. godine. Službovao je kao kapelan na Humcu od 1962. do 1964. te u Grudama od 1965. do 1966. Kao samostanski vikar i župnik službovao je u Slanom od 1964. do 1965.
Završio je u Dubrovniku na Pedagoškoj akademiji hrvatski jezik i povijest. Od 1967. do 1974. bio je profesor u Franjevačkoj gimnaziji na Poljudu u Splitu. Od veljače 1975. djeluje u Franjevačkom samostanu u Duvnu u uredništvu lista Naša ognjišta.

## Djela
- „Nebo u kamenu” (Split—Duvno, 1980.)
- „Siromašni bogataš. Životopis svetog Leopolda Mandića” (Osijek, 1985.)[1]

### Članci
- Nikić, Andrija. 1989. Bubalo, Jakov. Hrvatski biografski leksikon. Zagreb.  journal zahtijeva |journal= (pomoć)